# Wilder (Familienname)
Wilder ist ein Familienname.

## Namensträger
- Abel Carter Wilder (1828–1875), US-amerikanischer Politiker
- Ace Wilder (* 1982), schwedische Sängerin und Songwriterin
- Alan Wilder (* 1959), britischer Musiker, Komponist, Arrangeur und Produzent
- Alec Wilder (1907–1980), US-amerikanischer Komponist
- Alexander Wilder (1823–1908), US-amerikanischer Mediziner, Journalist, Autor, Rosenkreuzer und Theosoph
- Almanzo Wilder (1857–1949), Ehemann von Laura Ingalls Wilder
- Arthur Ernest Wilder-Smith (1915–1995), britischer Kreationist und Chemiker
- Billy Wilder (Samuel Wilder; 1906–2002), austroamerikanischer Drehbuchautor, Regisseur und Produzent
- Bob Wilder (1921–1953), US-amerikanischer Autorennfahrer
- Cherry Wilder (1930–2002), neuseeländische Science-Fiction- und Fantasy-Autorin
- Chris Wilder (* 1967), englischer Fußballspieler und -trainer
- Christopher Wilder (1945–1984), australischer Serienmörder
- Deontay Wilder (* 1985), US-amerikanischer Boxer
- Douglas Wilder (* 1931), US-amerikanischer Politiker
- Elsa Wilder (1918–1987), deutsche Malerin und Künstlerin
- Gene Wilder (1933–2016), US-amerikanischer Schauspieler
- Georg Christoph Wilder (1797–1855), deutscher Architekturzeichner und Kupferstecher
- Ilan Van Wilder (* 2000), belgischer Radrennfahrer
- Inez Luanne Wilder (1871–1929), US-amerikanische Zoologin
- Joe Wilder (1922–2014), US-amerikanischer Jazz-Musiker
- Johann Christoph Jakob Wilder (1783–1838), deutscher Zeichner und Autor
- John Shelton Wilder (1921–2010), US-amerikanischer Politiker
- Johnnie Wilder (1950–2006), US-amerikanischer Sänger
- Joseph Wilder (1895–1976), austroamerikanischer Neurologe und Psychiater
- Laura Ingalls Wilder (1867–1957), US-amerikanische Schriftstellerin
- Madleen Wilder (* 1980), deutsche Fußballspielerin
- Matthew Wilder (* 1953), US-amerikanischer Musiker
- Nick Wilder (* 1952), deutscher Schauspieler
- Philip van Wilder († 1554), franko-flämischer Komponist
- Raphael Wilder (* 1953), deutsch-israelischer Basketballtrainer
- Raymond Louis Wilder (1896–1982), US-amerikanischer Mathematiker
- Rose Wilder Lane (1886–1968), US-amerikanische Schriftstellerin
- Thornton Wilder (1897–1975), US-amerikanischer Schriftsteller
- W. Lee Wilder (Wilhelm Wilder, Willie Wilder; 1904–1982), austroamerikanischer Unternehmer, Filmregisseur und Filmproduzent
- Webb Wilder (* 1954), US-amerikanischer Musiker
- William Wilder (1855–1913), US-amerikanischer Politiker